# جيسون بابين
جيسون توماس بابين ولد يوم 24 ماي 1980 هو لاعب دفاعي سابق في كرة القدم الأمريكية وظهير لعب في الدوري الوطني لكرة القدم ني في ل تم اختياره من قبل هيوستن تكساس في الجولة الأولى من 2004 مشروع ني في ل. لعب كرة القدم الجامعية في غرب ميشيغان، حيث تم الاعتراف به مرتين كأفضل لاعب دفاعي في المؤتمر لهذا العام.